# Соломка (хлебобулочное изделие)
Соломка — хлебобулочное изделие пониженной влажности (не более 11 %) в виде палочек диаметром 5—8 мм и длиной 10—28 см, золотисто-жёлтого цвета, с глянцевой поверхностью.
Изготавливается из пшеничной муки, дрожжей, маргарина, соли и сахара. Соломка сладкая, солёная и ванильная изготавливается из муки первого сорта, соломка киевская — из муки высшего сорта. Соломка солёная посыпается солью, киевская — маком.
Технология изготовления: готовят крутое тесто (влажностью 36 %) безопарным способом. При помощи пресса выдавливают жгуты, которые, для образования на соломке глянцевой поверхности, обваривают в 1 % растворе пищевой соды в течение 26—28 секунд при 80—85 °C. Выпекают 9—10 минут при 220—230 °C.
Срок хранения соломки сладкой и солёной 3 месяца, киевской и ванильной 1 месяц.